# SKY 캐슬
《SKY 캐슬》(영어 : SKY CASTLE)은 2018년 11월 23일부터 2019년 2월 1일까지 방영한 JTBC 금토 드라마이다.

## 기획 의도
대한민국 상위 0.1%가 모여 사는 SKY 캐슬 안에서 남편은 왕으로, 제 자식은 천하제일 왕자와 공주로 키우고 싶은 명문가 출신 사모님들의 처절한 욕망을 샅샅이 들여다보는 리얼 코믹 풍자 드라마이다.

## 제작진 정보
- 책임프로듀서 : 김지연
- 연출 : 조현탁 ( 위기일발 풍년빌라, 대물(공동연출), 친애하는 당신에게, 후아유, 하녀들, 마녀보감(공동연출) 外 다수. )
- 극본 : 유현미 ( KBS 2-TV 문학관 향기로운 우물이야기, MBC 베스트극장 혼자 우는 사랑, 그린로즈, 사랑하고 싶다, KBS 2-TV 문학관달의 제단, 신의 저울, 즐거운 나의 집, 각시탈, 골든 크로스, 고맙다, 아들아 外 다수. )

## 등장인물

### 주요 인물
- 염정아 : 한서진 역 (아역 : 장성윤) - 전업주부. 본명: 곽미향.
- 이태란 : 이수임 역 - 동화작가. 곽미향(한서진)의 고향친구.
- 윤세아 : 노승혜 역 - 박사과정 수료한 전업주부.
- 오나라 : 진진희 역 - 단역배우 출신 금수저. 전업주부.
- 김서형 : 김주영 역 - 서울대 입학사정관 출신 입시 코디네이터.

### 한서진 가족
- 정준호 : 강준상 역 - 한서진의 남편. 주남대학병원 정형외과 교수.
- 김혜윤 : 강예서 역(아역 : 이진주) - 한서진과 강준상의 장녀, 신아고 여학생.
- 이지원 : 강예빈 역 - 한서진과 강준상의 차녀. 중학생

### 이수임 가족
- 최원영 : 황치영 역 - 이수임의 남편. 주남대학병원 신경외과 교수.
- 찬희 : 황우주 역 - 이수임과 황치영의 아들. 신아고 남학생.

### 노승혜 가족
- 김병철 : 차민혁 역 - 노승혜의 남편. 차장검사 출신 주남대학 로스쿨 교수.
- 박유나 : 차세리 역 - 노승혜와 차민혁의 장녀. 하버드생, 클럽MD.
- 김동희 : 차서준 역 - 노승혜와 차민혁의 쌍둥이중 첫째, 장남. 신아고 남학생.
- 조병규 : 차기준 역 - 노승혜와 차민혁의 쌍둥이중 둘째, 차남. 신아고 남학생.

### 진진희 가족
- 조재윤 : 우양우 역 - 진진희의 남편. 주남대학병원 정형외과 교수
- 이유진 : 우수한 역 - 진진희와 우양우의 외아들, 장남. 중학생

### 김주영의 주변 인물
- 이현진 : 조태준 역 - 김주영의 비서
- 조미녀 : 캐서린(케이) 역 - 김주영의 딸

### 주변 인물
- 김보라 : 김혜나(강혜나) 역 - 신아고 여학생. 강예서의 라이벌. 강준상의 친딸이자 김은혜의 딸
- 정애리 : 윤여사 역 - 강준상의 어머니
- 송민형 : 최인호 역 - 주남대학병원 원장
- 김정난 : 이명주 역 - 전업주부. 박영재의 어머니
- 유성주 : 박수창 역 - 이명주의 남편. 주남대병원 기조실장. 신경외과 과장
- 송건희 : 박영재 역 - 이명주와 박수창의 외아들, 장남. 서울의대 합격생
- 이주연 : 이가을 역 - 식당 종업원. 이명주와 박수창의 집 前 입주 도우미

### 그 외 인물
- 이연수 : 김은혜 역 - 김혜나의 엄마
- 정수인 : 송연두 역 - 이수임의 교생 실습 제자
- 권화운 : 이충선 역 - 주남대학병원 정형외과 레지던트 4년차 전공의
- 문동혁 : 문동혁 역 - 주남대학병원 정형외과 레지던트
- 이동민 : 이동민 역 - 주남대학병원 정형외과 1년차 막내 레지던트
- 우지현 : 전진만 역 - 주남대학병원 신경외과 레지던트
- 이태구 : 이태우 역 - 주남대학병원 신경외과 레지던트
- 유연 : 로라 정 역 - 김주영의 과거를 알고 있는 인물
- 김주령 : 노선혜 역 - 노승혜의 언니
- 우미화 : 도훈 엄마 역
- 한사명 : 박인규 역 - 캐슬 경비원
- 이승연 : 황우주의 변호인 역
- 이창훈 : 최동석 형사 역
- 심훈기 : 임실장 역
- 우정원 : 민자영 역

### 특별출연
- 찬미 : 찬미 역 - 아이돌. 주남대학병원 환자
- 송민교 : 아나운서 역

## 시청률
최저 시청률과 최고 시청률은 시청률 조사회사와 지역별로 시청률에 차이가 있을 수 있습니다.
| 2018년      | 2018년      | 2018년   | 2018년     | 2018년 |
| 회차        | 방송일      | AGB 전국 | AGB 수도권 |        |
| ----------- | ----------- | -------- | ---------- | ------ |
| 제1회       | 11월 23일   | 1.7%     | %          |        |
| 제2회       | 11월 24일   | 4.3%     | 4.5%       |        |
| 제3회       | 11월 30일   | 5.1%     | 6.0%       |        |
| 제4회       | 12월 1일    | 7.4%     | 8.1%       |        |
| 제5회       | 12월 7일    | 7.4%     | 8.6%       |        |
| 제6회       | 12월 8일    | 8.934%   | 9.7%       |        |
| 제7회       | 12월 14일   | 8.4%     | 9.6%       |        |
| 제8회       | 12월 15일   | 9.5%     | 10.7%      |        |
| 제9회       | 12월 21일   | 9.7%     | 10.5%      |        |
| 제10회      | 12월 22일   | 11.2%    | 13.3%      |        |
| 제11회      | 12월 28일   | 9.5%     | 10.2%      |        |
| 제12회      | 12월 29일   | 12.3%    | 13.6%      |        |
| 2019년      |             |          |            |        |
| 제13회      | 1월 4일     | 13.2%    | 14.3%      |        |
| 제14회      | 1월 5일     | 15.7%    | 17.2%      |        |
| 제15회      | 1월 11일    | 16.3%    | 18.4%      |        |
| 제16회      | 1월 12일    | 19.2%    | 21.0%      |        |
| 제17회      | 1월 18일    | 19.9%    | 21.9%      |        |
| 제18회      | 1월 19일    | 22.3%    | 24.5%      |        |
| 제19회      | 1월 26일    | 23.2%    | 24.6%      |        |
| 제20회      | 2월 1일     | 23.7%    | 24.3%      |        |
| 평균 시청률 | 평균 시청률 | 12.5%    | 13.6%      |        |
| 스페셜 방송 | 2월 2일     | 7.3%     | 7.3%       |        |

## OST
다음은 오리지널 사운드트랙(OST) 싱글 앨범에 포함된 곡들이며, 정렬기준은 출시 순입니다.
| #   | 제목                                      | 작사                           | 작곡                           | 아티스트       | 재생 시간 |
| --- | ----------------------------------------- | ------------------------------ | ------------------------------ | -------------- | --------- |
| 1.  | 〈프린세스메이커〉                        | MaRiN, KAI                     | 배형호, MaRiN                  | 천단비         |           |
| 2.  | 〈시간은 언제나 나의 편〉                 | 감동is(박지원), 서재하         | 감동is(박지원), 서재하         | 배인혁         |           |
| 3.  | 〈너여야만 해〉                           | ABOUT                          | ABOUT, Pch 8um                 | ABOUT          |           |
| 4.  | 〈We All Lie〉                            | 최정인                         | 최정인                         | 하진           |           |
| 5.  | 〈쉼표〉                                  | 감동is(박지원), 서재하, 김영성 | 감동is(박지원), 서재하, 김영성 | 왁스           |           |
| 6.  | 〈I Do〉                                  | 감동is(박지원), 서재하, 김영성 | 감동is(박지원), 서재하, 김영성 | 미(MIIII)      |           |
| 7.  | 〈나만 잘 살면 되지〉                     | 이승준, 조원일                 | 이승준, 조원일                 | 육중완         |           |
| 8.  | 〈We All Lie (Slow Ver.)〉                | 최정인                         | 최정인                         | 하진           |           |
| 9.  | 〈Butterfly〉                             |                                | 최정인                         | 최정인         |           |
| 10. | 〈Le Jardin Féerique From Ma Mère L'oye〉 |                                | Maurice Ravel                  | 박정은         |           |
| 11. | 〈Mask & Revelation〉                     |                                | 한성호                         | 한성호         |           |
| 12. | 〈Bolero〉                                |                                | Maurice Ravel                  | Milo           |           |
| 13. | 〈Whisper Of Evil〉                       |                                | Franz Schubert, 최정인, 임미현 | 최정인, 임미현 |           |
| 14. | 〈Kim Ju Young〉                          |                                | 박정은 편곡 박정은             | 박정은         |           |
| 15. | 〈Tell You The Truth〉                    |                                | 박정은 편곡 박정은             | 박정은         |           |
| 16. | 〈Agalmoery〉                             |                                | 박정은, 임미현                 | 박정은, 임미현 |           |
| 17. | 〈The Top Of One's Desire〉               |                                | 임미현                         | 임미현         |           |
| 18. | 〈What I Want〉                           |                                | 임미현                         | 임미현         |           |
| 19. | 〈Endless Night〉                         |                                | 김태성, 최정인                 | 김태성, 최정인 |           |
| 20. | 〈We All Lie (Orchestra Ver.)〉           |                                | 김태성, 최정인                 | 김태성, 최정인 |           |

## 수상 및 후보
| 연도 | 시상식                        | 부문                       | 수상작(자)        | 결과 | 출처  |
| ---- | ----------------------------- | -------------------------- | ----------------- | ---- | ----- |
| 2019 | 제55회 백상예술대상           | TV부문 작품상              | SKY 캐슬          | 후보 |       |
| 2019 | 제55회 백상예술대상           | TV부문 연출상              | 조현탁            | 수상 |       |
| 2019 | 제55회 백상예술대상           | TV부문 극본상              | 유현미            | 후보 |       |
| 2019 | 제55회 백상예술대상           | TV부문 예술상              | 오재호 (촬영)     | 후보 |       |
| 2019 | 제55회 백상예술대상           | TV부문 여자 최우수연기상   | 김서형            | 후보 |       |
| 2019 | 제55회 백상예술대상           | TV부문 여자 최우수연기상   | 염정아            | 수상 |       |
| 2019 | 제55회 백상예술대상           | TV부문 남자 조연상         | 김병철            | 수상 |       |
| 2019 | 제55회 백상예술대상           | TV부문 여자 조연상         | 윤세아            | 후보 |       |
| 2019 | 제55회 백상예술대상           | TV부문 여자 신인연기상     | 김혜윤            | 수상 |       |
| 2019 | 2019 방송통신위원회 방송대상  | 최우수상                   | SKY 캐슬          | 수상 |       |
| 2019 | 2019 올해의 브랜드 대상       | 올해의 드라마              | SKY 캐슬          | 수상 |       |
| 2019 | 2019 올해의 브랜드 대상       | 올해의 여자배우            | 김서형            | 수상 |       |
| 2019 | 2019 올해의 브랜드 대상       | 올해의 라이징스타 남자배우 | 김동희            | 수상 |       |
| 2019 | 제14회 숨피 어워즈            | 올해의 배우상 여자부문     | 염정아            | 후보 |       |
| 2019 | 제12회 코리아 드라마 어워즈   | 대상                       | 염정아            | 후보 |       |
| 2019 | 제12회 코리아 드라마 어워즈   | 작품상                     | SKY 캐슬          | 수상 |       |
| 2019 | 제12회 코리아 드라마 어워즈   | 작가상                     | 유현미            | 후보 |       |
| 2019 | 제12회 코리아 드라마 어워즈   | 핫스타 차이나상            | 김서형            | 수상 |       |
| 2019 | 제12회 코리아 드라마 어워즈   | 여자 인기캐릭터상          | 김보라            | 수상 |       |
| 2019 | 제12회 코리아 드라마 어워즈   | OST상                      | 하진 - We All Lie | 수상 |       |
| 2019 | 제27회 대한민국 문화연예대상  | 드라마부문 여자 우수연기상 | 김혜윤            | 수상 |       |
| 2019 | KoreanUpdates Awards 2019     | 올해의 드라마              | SKY 캐슬          | 후보 |       |
| 2019 | KoreanUpdates Awards 2019     | 올해의 OST                 | 하진 - We All Lie | 후보 |       |
| 2020 | 제24회 아시안 텔레비전 어워즈 | 드라마 작품상              | SKY 캐슬          | 수상 | [ 3 ] |
| 2020 | 제24회 아시안 텔레비전 어워즈 | 여우조연상                 | 김서형            | 후보 | [ 4 ] |

## 참고 사항

### 작품 자체 및 배우
- 당초 제목은 <프린세스 메이커>[5]였으나, <SKY 캐슬>로 제목이 변경되었다. <프린세스 메이커>라는 제목은 드라마 OST 제목으로 사용되었다.[6]
- 첫 방송 전, SKY 캐슬 방영 분량이 16부작에서 4회 연장되어 20부작으로 변경 및 확정되었다. 파격적인 행보에 대해 제작진은 "유현미 작가의 대본에 대한 믿음이 높았고, 뻗어 나갈 이야기가 많다고 생각했다"라고 이유를 설명하였다.[7]
- 김정은이 한서진, 진진희 역 외의 여주인공 역으로 물망에 올랐으나 최종 고사하였다.[8]
- 이태란은 SBS 일일드라마 폐지로 인해 드라마 복귀가 무산됐던 아픔을 딛고 해당 드라마로 3년 만에 드라마 출연을 재개하였다.[9]
- 김서형은 당초 2번이나 캐스팅 제의를 거절하였으나, 조현탁 감독과 소속사 대표의 설득으로 해당 드라마 출연을 결정하였다.[10]
- 유현미 작가는 자식을 대학에 진학시켜본 경험과 뉴스로 입시로 인해 자살을 했다는 접하게 되는 현실을 안타까워하는 마음으로 이 드라마를 쓰게 된 것으로 알려졌다. 유 작가는 "이 드라마로 한 가정이라도 살렸으면 하는 마음"이라고 자신의 사명감을 밝힌 바 있다.[11]
- '권선징악'과 '개과천선'으로 끝난 결말에 대해 시청자들 사이에서는 실망스럽다는 반응이 많았다. 심지어 청와대 국민청원에는 20화 재촬영을 요구하는 청원이 올라오기도 하였다.[12]
- 아역 캐스팅은 캐스팅 디렉터가 따로 없고 조감독과 함께 신인들을 대상으로 오디션을 진행했다고 한다. 오디션이 끝난 후 각자의 의견을 무기명으로 투표해서 캐스팅 했다고 한다.[13]
- 김혜윤은 강예서와 김혜나 역에 모두 오디션을 봤고 최종적으로 강예서 역을 맡게 되었다. 드라마 제작진은 김혜윤을 중심으로 비슷한 나이대의 학생 역할 배우들을 캐스팅했다.[14]

### 대중적 인기
- 12회에서 12.3%(AGB 닐슨 기준)의 시청률을 기록해 <품위있는 그녀>의 최고 시청률 12.1%을 넘어섰으며, JTBC 드라마 중 역대 최고 기록을 세웠다.[15] 이어 18화는 22.316%를 기록해 TvN의 <쓸쓸하고 찬란하神 - 도깨비> (20.5%)가 가지고 있었던 비지상파 채널 중 압도적인 시청률을 기록한 역대 최대 기록이다.[16]
- 비지상파 드라마 중 역대 최고 시청률을 기록하였으며,[16] 15회 방영 이후에는 포털사이트 실시간 검색어에 '스카이캐슬 스포'가 장시간 오르기도 했다.[15]
- 한국갤럽이 2018년 12월 11일 ~ 13일[주 1]에 전국 만 19세 이상 남녀 1,003명에게 요즘 가장 즐겨보는 TV프로그램[주 2]을 조사한 결과, 2.9%로 6위를 기록하였다. 성별 및 세대별로는 20~30대 여성에서 상대적으로 인기가 높은 것으로 조사되었다.[17] 이후 같은 기관에서 2019년 1월 22일 ~ 24일[주 3]에 전국 만 19세 이상 남녀 1,002명을 대상으로 한 조사 결과, 13.0%로 1위를 차지했다. 이 수치는 드라마 선호도로서는 지상파와 비지상파를 통틀어 역대 최고치이다. 지금까지 선호도 10%를 넘은 드라마는 <SKY 캐슬>을 포함해 총 7개[주 4]이다. 남성 전체에서는 8%, 여성 전체에서는 18%를 기록했으며, 특히 20~30대 여성에서는 29%를 기록했다.[18]
- 한한령이 내려진 중국에서도 해당 드라마가 <천공의 성>(天空之城)이라는 이름으로 인기를 끌었다. 웨이보에서도 해시태그(#天空之城)가 4억 건 가까이 검색되었으며, 관영매체인 환구시보는 12면 톱 기사로 <SKY 캐슬이 인터넷 도배>란 제목의 뉴스를 보도했다. 극 중에 완전히 선량하거나 사악한 인물이 없다는 점, 노년·중년·청(소)년 3세대 배우의 연기가 조화를 이룬다는 점, 속도감 넘치는 극 전개와 캐릭터의 반전을 3대 흥행 요소로 꼽았다. 또한 교육 자원이 고소득 가구로 쏠리고, 가정에서 명문 학교 진학에 많은 비용을 쓴다는 점이 한국과 중국 교육의 공통점으로 지적되기도 한다. 그러나 해당 드라마의 유통은 한한령이 내려진 중국 내에서 불법이다.[19]
- 시청률 조사 기관 닐슨 코리아 기준으로 2019년 상반기 2049 시청률 1위를 차지하였다.
- 한국광고주협회에서는 2019 광고주가 뽑은 좋은 프로그램상 드라마 부문을 선정하였다.
- OST 중 <We All Lie>(Official Video - 유튜브)는 유튜브와 멜론 등 인터넷 공간에서 화제가 되었다. 해당 OST를 부른 하진은 워너뮤직 코리아 소속으로 알려졌지만, 해당 가수에 관한 정보를 확인하기 어려운 상태이다. 또한 비 밀러(Bea Miller)의 <To the grave>와 비슷하다는 의혹이 제기되었으나, 김태성 음악감독은 "두 곡의 멜로디와 화성이 전혀 다른 별개의 곡"이라고 밝힌 바 있다.[20] 추가적으로 표절에 대한 내부 고발이 나왔으나, 이에 대해서도 음악감독은 의혹을 부정했다.[21]

### 기타
- 1, 2회 방송분에서는 자살(총살) 묘사하는 장면에 문제의 소지가 없다.
- 이 화면은 레터박스로 구성되었다.[22]
- 해당 드라마는 원래 1월 26일 토요일에 종영할 예정이었으나, 1월 25일 금요일에 대한민국과 카타르의 2019년 AFC 아시안컵 8강전 중계가 결정되면서[23] 종영이 2월 1일 금요일로 연기되었다.
- 행정안전부는 드라마의 대사들을 패러디한 연말정산 홍보물을 공개한 바 있다.[24]
- SKY 캐슬의 일부 내용, 또는 캐릭터 등을 정당한 대가 없이 표절하여 만든 무분별한 패러디 광고로 인해 퍼블리시티권을 지켜야 한다는 목소리가 일각에서 제기되기도 했다.[25]

## 사건 사고

### 대한의사협회의 문제 제기
의료사고 피해자가 의사를 흉기로 위협하는 장면을 2018년 12월 8일 방영했다. 그러나 강북삼성병원 의사 살인사건 발생 이후, 대한의사협회는 해당 장면에 대해 모방범죄를 부추긴다면서 제작진 측에 항의하였다. 의협 측은 2019년 1월 1일 "의사와 환자 사이의 갈등과 폭력을 흥미 위주로 각색하거나 희화화하는 방송 행태를 지적하지 않을 수 없다"라며 "피의자가 이 방송을 보고 모방한 것이 아니더라도 시청자로 하여금 의료진에게 폭언·욕설을 하거나 진료결과가 마음에 들지 않으면 폭력을 써도 된다는 식의 그릇된 인식을 심어줄 수 있다"라고 지적했다. 다만 극 중 장면과 범행이 유사하다는 이유만으로 모방범죄까지 주장하는 것은 지나치다는 의견 또한 존재한다.

### 대본 유출
증권가를 중심으로 해당 드라마의 17회 대본 34쪽 분량 전체가 유출되어, 제작진은 1월 17일 경찰 사이버수사대에 최초 유포자 및 중간 유포자들에 대한 수사를 의뢰했다. 제작진은 "불법 대본 유출·유포는 작가 고유의 창작물인 대본의 저작권을 침해하고, 본 방송을 기다리는 시청자들과 제작진의 사기를 저해하는 행위"라고 밝혔다.

## 같이 보기
- 대한민국의 텔레비전 드라마 목록 (알파벳)
- 2018년 대한민국의 텔레비전 드라마 목록
- 미성년 - 드라마 종영 이후, 캐스팅 3명 주인공이 작품한 영화.

### 내용주
1. ↑  20회 중 6회까지 방영되었을 시점이다.
2. ↑  2개까지 자유응답이 가능하다.
3. ↑  20회 중 18회까지 방영되었을 시점이다.
4. ↑  나머지 6개는 KBS2 <내 딸 서영이>(2013년 1월 10.6%, 2월 12.2%), SBS <별에서 온 그대>(2014년 2월 11.5%), MBC <기황후>(2014년 3월 10.8%, 4월 11.8%), MBC <왔다! 장보리>(2014년 9월 12.1%), KBS2 <태양의 후예>(2016년 3월, 12.3%), tvN <도깨비>(2017년 1월, 12.6%)이다.

### 참조주
1. ↑  http://kimtaeseong-studio.com/
2. ↑  “AGB 닐슨 미디어리서치 홈페이지 참조.”. 2017년 5월 13일에 원본 문서에서 보존된 문서. 2018년 11월 22일에 확인함.
3. ↑  “JTBC ‘SKY 캐슬’, 2020 아시안 텔레비전 어워즈 드라마 작품상 수상”.
4. ↑  “Asian Television Awards Nomineess”.
5. ↑  장아름 (2018년 7월 21일). “[단독] 염정아, JTBC '프린세스 메이커'로 2년 만에 안방 복귀”. 뉴스1.
6. ↑  남재륜 (2018년 11월 23일). “'SKY 캐슬' 천단비, '프린세스메이커' OST 참여…오늘 선공개”. 스포츠조선.
7. ↑  황소영 (2018년 12월 21일). “[이슈IS] 'SKY캐슬' 뚜껑도 열기 전 16회→20회 연장 결정한 이유”. 일간스포츠.
8. ↑  김예은 (2018년 8월 13일). “JTBC 측 “김정은 ‘프린세스 메이커’ 출연 NO, 염정아·오나라 검토중”(공식)”. 서울경제.
9. ↑  이주한 (2018년 11월 6일). “이태란, 'SKY캐슬' 이수임 役 캐스팅…3년 만에 안방 복귀”. 스포츠조선.
10. ↑  김윤지 (2019년 2월 3일). “‘SKY캐슬’ 김서형, ‘쓰앵님’ 못 만날 뻔한 사연”. 이데일리.
11. ↑  “'SKY캐슬' 작가 "이 드라마로 한 가정이라도 살렸으면" 사명감[SS드라마]”. 스포츠서울. 2018년 11월 30일.
12. ↑  “'SKY캐슬' 결말에 "20화 재촬영해달라" 청와대 청원까지 등장”. 경향신문. 2019년 2월 2일.
13. ↑  “‘SKY캐슬’ 감독 “아역, 캐스팅 디렉터 없이 오디션 통해 캐스팅””. 스포츠동아. 2019년 1월 31일.
14. ↑  “'SKY 캐슬' 예서, 또 한 번 교복 입고 홈런 날릴까”. 오마이뉴스. 2019년 10월 2일.
15. 1 2  “SKY캐슬 시청률 19% 돌파…스포는 사실이 아니었다”. 중앙일보. 2019년 1월 13일.
16. 1 2  “[시청률IS] 'SKY캐슬', '도깨비' 넘고 비지상파 新역사…22.316%”. JTBC. 2019년 1월 20일.
17. ↑  “한국인이 좋아하는 TV프로그램 - 2018년 12월 (올 한 해 10위권 요약 포함)”. 《한국갤럽》. 2018년 12월 19일.
18. ↑  “한국인이 좋아하는 TV프로그램 - 2019년 1월”. 《한국갤럽》. 2019년 1월 28일.
19. ↑  “한한령 뚫고 中 SKY캐슬 열풍…이득 보는 사람 따로 있다”. 중앙일보. 2019년 1월 21일.
20. ↑  “'SKY 캐슬' 스포까지 짐작케 하는 OST 'We All Lie', 베일에 싸인 가창자 하진”. SINGLE LIST. 2019년 1월 12일.
21. ↑  “[단독] "'위 올 라이' 표절 맞다" 내부 고발 나와…음악 감독 "명백히 표절 아냐"”. 오마이뉴스. 2019년 2월 1일에 확인함.
22. ↑  과거 회상 장면은 필러박스로 구성되었다.
23. ↑  “JTBC 편성표 - 2019년 1월 25일”. 《JTBC》.
24. ↑  “"너 자신을 믿지 마" 행안부, 'SKY 캐슬' 패러디한 연말정산 홍보물 공개”. YTN. 2019년 1월 15일.
25. ↑  《무분별한 패러디 광고, 법적으로 상관 없을까?(스카이캐슬, 박미선) / 스브스뉴스》. 《스브스뉴스, 유튜브》. 2019년 1월 24일에 확인함.
26. ↑  ““‘SKY캐슬’이 선동했다” 정신과 의사 사망에 비난 폭주”. 국민일보. 2019년 1월 2일.
27. ↑  “'SKY캐슬' 제작진 분통, 17회 대본 유출 경찰수사 의뢰”. 중앙일보. 2018년 1월 17일.[깨진 링크(과거 내용 찾기)]